# La Coquille
Coquille – miejscowość i gmina we Francji, w regionie Nowa Akwitania, w departamencie Dordogne.
Według danych na rok 2004 gminę zamieszkiwało 1407 osób, a gęstość zaludnienia wynosiła 66 osób/km² (wśród 2290 gmin Akwitanii Coquille plasuje się na 279. miejscu pod względem liczby ludności, natomiast pod względem powierzchni na miejscu 452.).